# 無論如何我愛你
《無論如何我愛你》（英語：If Anything Happens I Love You）是2020年的美國2D動畫短片，威爾·麥柯馬克和邁克爾·高威共同執導和編劇。故事講述一對悲痛的父母從女兒在學校槍擊案死亡的陰霾中走出來。吉爾伯特影業和噢棒製片製作的這部短片於2020年11月20日由Netflix發行。
短片的初始點子是麥柯馬克和高威在格里斐斯公園的一次聚會。兩人之後花了整年為短片創作劇本，並於2018年開始製作，而路英兰擔任作畫監督。短片以《父与女》為靈感，並與美國反對非法槍支市長協會緊密合作，最終於2020年2月完成製作。
《無論如何我愛你》於2020年3月4日在比佛利山聯合人才經紀公司的私人放映會進行首映，當中有詹姆·勒蒙斯、雀兒喜·漢德勒、菲爾·強斯頓、瑪麗·瑪寇梅、拉什达·琼斯和執行製片人蘿拉·鄧恩。短片在Netflix發行後取得好評，並在第93屆奧斯卡金像獎获得最佳動畫短片獎。

## 劇情
一對夫妻在花樣年華的女兒死後開始產生隔閡。儘管兩人沈默寡言，但他們的影子呈現出他們的真實情感。父親走出屋外時，母親想走進女兒的房間，但強烈的悲痛讓她為之卻步。
母親洗衣服時，發現自己洗了女兒的T恤後哭了出來。她坐靠在洗衣機前，讓洗衣機上的足球掉下來撞開了女兒的房門，打開了唱片機，機器開始播放《1950》。母親決定走進房間，之後父親也走了進來。《1950》持續播放時，唱片機跳出來象徵女兒的影子，兩夫妻開始回想起與女兒的點點滴滴。
在一系列的閃回中，兩夫妻見證著女兒的成長：她對於足球的熱愛、慶祝她10歲生日以及經歷了她的初吻。在最後的回憶中，女兒離開父母去上學。兩父母的影子知道會發生什麼狀況，用盡一切力量去阻止她上學，但這只是回憶，一切都徒勞無功。女兒在校園槍擊案中不幸死亡，最後發給父母的信息是「無論如何我愛你」。
父母的影子慢慢分開，女兒的影子拉回他們，強迫兩人回想與她還在生時的美好回憶。最後兩夫妻相擁，女兒的影子成為她悲痛父母影子之間的一道明光。

## 製作
編劇威爾·麥柯馬克和邁克爾·高威（Michael Govier）在演藝學校時就是好友，短片的初始點子是兩人在格里斐斯公園的一次聚會，當時高威想製作一部關於影子能呈現出人類真實情感的影片。該想法得到麥柯馬克認可，並稱其為「有力的」出發點。短片目的是要達成「儘管可能連續的新聞報導已經離開社區，但傷痛依舊徘徊在他們身旁，以及如何展現傷痛」的效果。為了執導這部片，兩人明知美國槍械暴力問題和校園槍擊案是敏感話題，還是會見了在當中喪失子女的父母。兩人還與美國反對非法槍支市長協會緊密合作，讓組織對短片劇本給出反饋。
《無論如何我愛你》於2018年晚期開始製作，而動畫則於2019年4月至12月期間繪製。總共有28人參與短片製作，包括路英兰（Youngran Nho）、海恩·米歇爾·許（Haein Michelle Heo）和朱莉婭·戈麥斯·羅德里格斯（Julia Gomes Rodrigues），他們製作短片時使用TVPaint Animation。作品於2020年2月完成。短片在繪製、配樂和主要製作方面都是使用女性工作人員，從而具備多元性和體現出她們在動畫界的重要性。
該片由高威製作，並與麥柯馬克共同花了一整年創作了12頁的短片劇本。不久之後，在加州藝術學院擔任動畫師的路英蘭被聘為短片的作畫監督，她以奧斯卡獲獎短片《父与女》為靈感採用黑白用色風格。英蘭表示短片背景由紙上水彩構成，讓故事有種「未經雕琢」和「未完成」的感覺，並提到短片嘗試在背景使用最少顏色來符合「充斥在悲痛父母中的空虛」。
麥柯馬克和高威兩人想要「透過影子（來講）故事」，再加上他們想要在短片中「闡述和探討傷痛」，所以許多片段都沒有用「完整的特藝七彩」來繪製。為了隨時與英蘭和團隊成員聯絡，麥柯馬克和高威使用Slack來進行會話，因能「實時評估和確認彼此的工作（進度）」。
短片大多配樂由林賽·馬庫斯（Lindsay Marcus）負責，而「美麗幻想家」（Beautiful Dreamer）片段由查爾斯·迪克森（Charles Dickerson）帶領的洛杉磯內城區青年管弦樂團（The Inner-City Youth Orchestra of LA）編曲和演奏。麥柯馬克在接受《動畫獨家新聞》（Animation Scoop）訪問時透露選《1950》的原因是他們為短片找音樂時就在聽這首歌。高威、玛瑞安·加格（Maryann Garger）、加里·吉尔伯特和杰拉德·查马尔斯負責監製，而彼得·埃丁格（Peter Ettinger）用Adobe Premiere Pro剪輯短片。

## 發行
《無論如何我愛你》於2020年3月4日在比佛利山聯合人才經紀公司的私人放映會進行首映，觀眾有蘿拉·鄧恩、詹姆·勒蒙斯（Jayme Lemons）、雀兒喜·漢德勒、菲爾·強斯頓、瑪麗·瑪寇梅和拉什达·琼斯。Netflix於2020年10月14日取得短片發行權，並於同年11月20日發行。

## 反響

### 專業評價
匯總媒體爛番茄收集的5篇專業影評文章中，「新鮮度」為100%，平均得分8分（滿分10分）。
《獨立評論家》（The Independent Critic）的理查德·普洛佩斯（Richard Propes）給予短片A+，還給它4顆星（滿分5顆），稱讚它傳遞的信息、動畫和角色塑造，並稱該片為「動畫傑作」。《蒙特克莱尔報》（The Montclarion）的梅根·林（Megan Lim）讚賞它的樸素，並稱「沒有對白、精簡顏色和完美的插畫（……）誇張地傳達出對話無法捕捉的痛苦和虛無」。《決策者》（Decider）的工作人員在看完短片後十分推薦觀眾觀看，當中的安娜·蒙塔（Anna Menta）稱短片「十分美麗但有著劇烈痛苦的悲劇呈現」，並認為它真誠且有真人真事的感覺。
抖音上#IfAnythingHappensILoveYou（意為「#無論如何我愛你」）在短片上映後不久爆紅，許多內容創作者在前後觀看12分鐘的短片時作出反應。

### 榮譽
2020年10月14日，IndieWire透露Netflix考慮將3部影片來競選第93屆奧斯卡金像獎最佳動畫短片獎，其中包括《無論如何我愛你》。2021年2月，該片在96部合資格動畫短片中脫穎而出進入10部候選電影名單，成為唯一一部進入候選名單的Netflix影片。同年3月，該片與、《她的異想世界》（Genius Loci）、《歌劇》（Opera）和《是的，人们》（Yes-People）正式入圍奧斯卡金像獎，而IndieWire稱這為「Netflix的首部入圍短片（……）《無論如何我愛你》雖然最有希望獲獎，但（最佳動畫短片獎）是最無法預計的獎項之一」。
| 獎項         | 典禮日期      | 範疇             | 提名及獲獎者                   | 結果 | 參考          |
| ------------ | ------------- | ---------------- | ------------------------------ | ---- | ------------- |
| 奧斯卡金像獎 | 2021年4月25日 | 最佳动画短片奖   | 威爾·麥柯馬克和邁克爾·高威     | 獲獎 | [ 27 ] [ 29 ] |
| 安妮獎       | 2021年4月16日 | 最佳電視動畫剪輯 | 彼得·埃丁格和邁克·巴布科克（Michael Babcock） | 提名 | [ 30 ] [ 31 ] |

## 外部連結
- 官方網站 （页面存档备份，存于）
- 在Netflix上觀看《無論如何我愛你》
- 互联网电影数据库（IMDb）上《無論如何我愛你》的资料（英文）
- 豆瓣电影上《無論如何我愛你》的資料 （简体中文）